# Досбол-бі
Досбо́л-бі (каз. Досбол би) — село у складі Шиєлійського району Кизилординської області Казахстану. Адміністративний центр та єдиний населений пункт Актоганського сільського округу.
У радянські часи село називалось Актоган.
Населення — 1101 особа (2021; 1094 у 2009, 1051 у 1999, 857 у 1989).